# Afroneta longispinosa
Afroneta longispinosa är en spindelart som beskrevs av Holm 1968. Afroneta longispinosa ingår i släktet Afroneta och familjen täckvävarspindlar.
Artens utbredningsområde är Kongo. Inga underarter finns listade i Catalogue of Life.